# Saguinus mystax
Il tamarino dai mustacchi (Saguinus mystax Spix, 1803) è un primate platirrino della famiglia dei Callitricidi.

## Distribuzione
Con due sottospecie (Saguinus mystax mystax e Saguinus mystax pluto) vive in gran parte del bacino amazzonico brasiliano (stati di Amazonas, Acre e Rondônia), così come la Bolivia settentrionale ed il Perù orientale.

Preferisce le aree di confine fra foresta pluviale primaria e secondaria.

## Descrizione
Misura circa 65 cm di lunghezza, di cui poco più della metà spetta alla coda, per un peso di 400 g.

### Aspetto
Il pelo è nero scuro uniforme, fatta eccezione per un paio di baffoni bianchi (presenti in ambedue i sessi) che incorniciano il labbro superiore, e che danno il nome alla specie. La coda non è prensile, mentre le zampe presentano unghie appuntite simili ad artigli, fatta eccezione per i pollici (non opponibili) che sono dotati di un'unghia larga ed appiattita.

## Biologia
Si tratta di animali diurni ed arboricoli: vivono in gruppetti che contano generalmente meno di dieci individui. Caso raro tra i callitricidi, questi animali fanno ampio ricorso al grooming, in special modo i maschi. All'interno del gruppo possono a volte osservarsi episodi di tensione intraspecifica, generalmente scatenati dal mancato rispetto della gerarchia sociale durante i pasti.

### Alimentazione
Si tratta di animali onnivori: la loro dieta è incentrata su frutta ed insetti, anche se all'occasione possono catturare e mangiare piccoli vertebrati od uova. A differenza degli uistitì, mancano delle specializzazioni evolute per nutrirsi di linfa ed infatti non se ne nutrono mai: il fatto che questa fonte di cibo abbondante e poco dispendiosa da cercare sia assente dalla loro dieta si ripercuote anche sul numero dei gruppi, che nei tamarini è sempre inferiore rispetto agli uistitì.

### Riproduzione
La femmina partorisce due gemelli dopo una gestazione di cinque mesi: i cuccioli pesano complessivamente un quarto del peso materno e vengono trasportati dall'intero gruppo, per non affaticare ulteriormente la madre già provata dal parto, venendo lasciati a lei solo per la poppata, a intervalli di due o tre ore.

I cuccioli vengono svezzati attorno ai tre mesi e possono dirsi sessualmente maturi attorno ai due anni d'età.